# NXT 크루저웨이트 챔피언십
WWE NXT 크루저웨이트 챔피언십(WWE NXT Cruiserweight Championship)은 프로레슬러의 최대 몸무게가 100kg이하 정도 되어야하는 체격과 신체가 크지 않는 경량급 선수들을 위한 챔피언십이기도 하다.

## 역사
동명의 WWE 크루저웨이트 챔피언십와는 명칭만 같고 별도의 역사를 가지고 있으나 2019년 10월 2일 WWE NXT 크루저웨이트 챔피언십으로 타이틀 명칭이 변경되었다.

## 역대 타이틀 명칭
| 타이틀 명칭                   | 연도                              |
| ----------------------------- | --------------------------------- |
| WWE 크루저웨이트 챔피언십     | 2016년 9월 14일 ~ 2019년 10월 2일 |
| WWE NXT 크루저웨이트 챔피언십 | 2019년 10월 2일 ~2022년 1월 4일   |

## 기록들
- 초대 챔피언 : T.J. 퍼킨스
- 마지막 챔피언 : 카멜로 헤이즈
- 최장수 챔피언 : 조던 데블린 (439일)
- 최단 기간 챔피언 : 카멜로 헤이즈 (0일)
- 최다 챔피언 : 네빌, 엔조 아모레 (2회)
- 최중량급 챔피언 : 카멜로 헤이즈 (93kg)
- 최경량급 챔피언 : 토자와 아키라 (71 kg)
- 최고령 챔피언 : 로더릭 스트롱 (38세 57일)
- 최연소 챔피언 : 리오 러쉬 (24세 332일)

## 역대 챔피언
- T.J. 퍼킨스 (초대 챔피언)
- 브라이언 켄드릭
- 리치 스완
- 네빌
- 토자와 아키라
- 엔조 아모레
- 칼리스토
- 세드릭 알렉산더
- 버디 머피
- 토니 니스
- 드루 굴락
- 리오 러쉬
- 엔젤 가르자
- 조던 데블린
- 산토스 에스코바르
- KUSHIDA
- 로더릭 스트롱
- 카멜로 헤이즈 (마지막 챔피언)

## 같이 보기
- WWE 라이트 헤비웨이트 챔피언십
- TNA X-디비전 챔피언십
- WWE 크루저웨이트 챔피언십 (1991년 ~ 2007년)
- WWE 크루저웨이트 클래식
- 205 라이브